# Saison 13 de New York, unité spéciale
Chronologie
Saison 12 Saison 14
Cet article présente, la treizième saison de New York, unité spéciale, ou La Loi et l'Ordre : Crimes sexuels au Québec, (Law and Order: Special Victims Unit), qui est une série télévisée américaine.

## Distribution

### Acteurs principaux
- Mariska Hargitay (VF : Dominique Dumont) : détective Olivia Benson
- Danny Pino (VF : Xavier Fagnon) : inspecteur Nick Amaro
- Kelli Giddish (VF : Anne Dolan) : inspecteur Amanda Rollins
- Richard Belzer (VF : Julien Thomast) : sergent John Munch
- Ice-T : détective Odafin Tutuola
- Dann Florek (VF : Serge Feuillard) : capitaine Don Cragen

### Acteurs récurrents

#### Membres de l'Unité spéciale
- Tamara Tunie : médecin-légiste Melinda Warner (épisodes 1, 2, 5, 6, 7, 9, 15, 22 et 23)
- Stephanie March : substitut du procureur Alexandra Cabot (épisodes 1, 2, 7, 9, 10, 11 et 21)
- Diane Neal : substitut du procureur Casey Novak (épisodes 3, 4, 5 et 18)
- B.D. Wong : docteur George Huang (épisode 20)
- Karen Tsen Lee : docteur Susan Chung (épisodes 4 et 13)
- Betsy Aidem : docteur Sloane (épisode 14)

#### Avocats de la défense
- Ron Rifkin : avocat de la défense Marvin Exley (épisodes 1, 9, 18 et 23)
- Francie Swift : avocate de la défense Sherri West (épisode 4)
- Steve Rosen : avocat de la défense Michael Guthrie (épisode 6)
- Andre Braugher :  avocat de la défense Bayard Ellis (épisodes 6, 10, 16 et 17)
- Michael Kostroff : avocat de la défense Evan Braun (épisode 7)
- David Pittu : avocat de la défense Linus Tate (épisodes 8, 10 et 19)
- Ned Eisenberg : avocat de la défense Roger Kressler (épisode 10)
- Jacqueline Hendy : avocate de la défense Sofia Crane (épisodes 11 et 21)
- Robert Klein : avocat de la défense Dwight Stannich (épisode 13)
- Delaney Williams : avocat de la défense John Buchanan (épisode 14)
- J. Paul Nicholas : avocat de la défense Linden Delroy (épisode 19)
- Tony Campisi : avocat de la défense Steve Roth (épisode 22)
- Gretchen Egolf : avocate de la défense Kendra Gill (épisodes 20 et 23)
- Reg E. Cathey : avocat de la défense Barry Querns (épisode 23)

#### Juges
- Michael Mastro : juge D. Serani (épisodes 1, 6 et 13)
- Jenna Stern : juge Elana Barth (épisodes 1 et 18)
- Peter McRobbie : juge Walter Bradley (épisode 4)
- Tonye Patano : juge Linda Maskin (épisode 10)
- Ami Brabson : juge Karyn Blake (épisodes 16 et 17)
- Priscilla Lopez : juge Shina Suarez (épisode 16)
- Stephen C. Bradbury : juge Colin McNamara (épisode 23)

#### Bureau du procureur
- Linus Roache : premier substitut du procureur et chef du bureau de l'Unité spéciale Michael Cutter (épisodes 1, 6, 9 et 13)
- Harry Connick, Jr. : assistant du procureur David Haden (épisodes 12, 13, 15 et 17)
- Tabitha Holbert : substitut du procureur Rose Callier (épisodes 6, 16, 17 et 23)

#### NYFD
- Joselin Reyes : ambulancière Martinez (épisode 13)
- Elizabeth Flax : infirmière Carey Hutchins (épisode 17)

#### NYPD

##### Police
- Scott William Winters : détective Robert "Doom" Dumas (épisode 9)
- Dean Winters : inspecteur Brian Cassidy (épisode 23)

##### Police scientifique
- James Chen : technicien scientifique Adrian Sung (épisode 5)
- Max Baker : technicien scientifique Colin Bennett (épisode 17)
- Gilbert Gottfried : technicien scientifique Leo Gerber (épisodes 9 et 11)

#### Psychiatrie
- Linda Emond : psychiatre Emily Sopher (épisode 10)

#### Entourage de l'Unité spéciale
- Laura Benanti : Maria Grazie, ex-femme d'Amaro (épisodes 10, 12, 15, 18, 19 et 23)
- Alison Fernandez : Zara Amaro (épisodes 5 et 12)
- Nancy Ticotin : Cesaria Amaro, mère d'Amaro (épisode 5)
- Michael Weston : Simon Marsden, demi-frère de Benson (épisode 13)
- Ernest Waddell : Ken Randall, fils de Fin Tutuola (épisode 21)
- Migs Govea : Alejandro Pavel, petit-ami de Ken Randall (épisode 21)
- Olivia Ford : Marisol Pavel, belle-mère de Ken Randall (épisode 21)

## Production
La treizième saison comporte 23 épisodes, elle est diffusée du 21 septembre 2011 au 23 mai 2012 sur NBC.
En France, la saison est diffusée du 10 juillet 2012 au 1er avril 2013 sur TF1.
Cette saison marque l'arrivée de Dany Pino qui interprète l'inspecteur Nick Amaro qui remplace Stabler, partit la saison précédente dans la série et de Kelli Giddish qui interprète l'inspecteur Amanda Rollins, tous deux nouveaux membres de l'Unité Spéciale.
Tamara Tunie qui interprète la médecin légiste et B.D Wong qui interprète le docteur George Huang ne sont plus crédités comme personnage principaux mais seulement récurrents.
Stéphanie March et Diane Neal qui interprète les deux substituts du procureur sont apparus dans plusieurs épisodes de cette saison, sans être crédités comme personnage principaux.
C'est également la première apparition de Kelli Giddish qui interprète l'inspecteur Amanda Rollins, nouvelle membre de l'unité spéciale.

## Liste des épisodes

### Épisode 1:Terre brûlée
- États-Unis : 21 septembre 2011 sur NBC
- France : 10 juillet 2012 sur TF1

- États-Unis : 7,63 millions de téléspectateurs[3] (première diffusion)

- Alexander Blaise : Pietro Fedeli
- John Earl Jelks : Mr. Achok
- Kathleen Garrett : Sofia DiStasio
- Franco Nero : Roberto DiStasio
- Anika Noni Rose : Miriam Deng
- Folake Olowofoyeku : Adisa
- Kapil Bawa : Hotel GM
- Ben Van Bergen : Le Chauffeur
- Ron Rifkin : Marvin Exley
- Linus Roache : Michael Cutter
- Tamara Tunie : Docteur Melinda Warner
- Helen Mendes : Juré Forewoman
- Stephanie March : Substitut Alex Cabot
- Michael Mastro : Juge Serani
- Jenna Stern : Juge Elana Barth

Cet épisode est directement inspiré de l'Affaire Dominique Strauss-Kahn, survenu deux ans avant sa diffusion, soit en mai 2011.
Même s'il n'est pas présent dans l'épisode,  il est fait mention du départ définitif d'Elliot Stabler en fin d'épisode, dans une discussion entre Olivia Benson et le Capitaine Cragen.

### Épisode 2:Le Coach suprême
- États-Unis : 28 septembre 2011 sur NBC
- France : 17 juillet 2012 sur TF1

- États-Unis : 7,24 millions de téléspectateurs[5] (première diffusion)

- Carmelo Anthony : lui-même
- Derrick Baskin : Uni 1
- Chris Bosh : lui-même
- Mark Blum : David Arnoff
- Mehcad Brooks : Prince Miller
- William H. Burns (acteur) : Uni 2
- Heavy D : Supreme
- Keith Jamal Downing : Marcus
- Chris Vaina : le Garde de la sécurité
- Justin Jones : Devon Grant
- Dan Lauria : Ray Masters
- Guy Lockard : Davis
- Shauna Miles : la mère de Devon
- Pedro Mojica : Dre
- Peter lasillo Jr. : Sans-Abri
- Dominique Pettway : une jeune fan
- Reynaldo Piniella : Jose Avilles
- Chris Rivaro : Bailiff
- Socorro Santiago : Domenica Ramos
- Aaron Tveit : Stevie Harris
- Tamara Tunie : Docteur Melinda Warner

### Épisode 3:L'Enfant illégitime
- États-Unis : 5 octobre 2011 sur NBC
- France : 24 juillet 2012 sur TF1

- États-Unis : 7,98 millions de téléspectateurs[6] (première diffusion)

- April Armstrong : Reporter #3
- Joey Auzenne : Vincent Marais
- Aaron Bantum : Tyrese
- Desmin Borges  : Luis Cordova / Diego Ramirez
- Kent Cassella : le détective
- Sara Contreras : Rosa Mendez
- Piper Curda : Ella Mendez
- Tom Deckman : Alex Tapper
- Iris Delgado : Alma
- Jane Fergus : Reporter #2
- Jim Gushue : Briggs
- Marceline Hugot (en) : la nonne de l'école
- Kendra Jain : l'adolescente
- Anthony Keyvan : Arturo Rivera
- Jacob Kogan : Tripp Raines
- Samantha Logan : Lola
- Kyle McLachlan : Andrew Raines
- Miguel Pinzon : Jace
- Wayne Rhatigan : K9 Officer
- Judy Reyes : Inez Rivera
- Christopher Rivera (acteur) : l'adolescent
- Michael Rogers : Monseigneur Kiaga
- John Serge : le barman
- John Schiumo : Reporter #1
- Paige Turco : Kathleen Raines
- Diane Neal : Substitut du Procureur Casey Novak

### Épisode 4:Le Yin et le Yang
- États-Unis : 12 octobre 2011 sur NBC
- France : 21 août 2012 sur TF1

- États-Unis : 7,34 millions de téléspectateurs[7] (première diffusion)

- Gillian Alexy : Danielle Hynes
- Ted Arcidi (acteur) : gardien de prison #1
- Alexander Garfin : Luke Thomas
- Joseph A. Halsey : un patrouilleur
- Roxanna Hope : Janey Thomas
- Alana Jackler : maman dans le parc #2
- T.R. Knight : Gabriel Thomas / Brian Smith
- Makenzie Leigh : Lana Mills
- Nicholas Miles Newton : gardien de prison #2
- Connie Ray : la mère biologique
- Azie Tesfai : Kendra
- Gerritt Vandermeer : le frère de Janey
- Darlene Violette : maman dans le parc #1
- Karen Young : Docteur Meg Whitmere
- Karen Tsen Lee : Technicienne scientifique Susan Chung
- Diane Neal : Substitut du Procureur Casey Novak
- Peter McRobbie : Juge Walter Bradley

### Épisode 5:Le Vrai du faux
- États-Unis : 19 octobre 2011 sur NBC
- France : 27 août 2012 sur TF1

- États-Unis : 7,66 millions de téléspectateurs[8] (première diffusion)

- Jarlath Conroy : Mr. Coogan
- Dennis Flanagan: Tim Holland
- Lisa Joyce : Ali Martell
- Christopher Halladay : Aaron Grandry
- Meredith Holzman : Moira Martell
- Juan Carlos Infante : Efraim Hernandez
- Ed Jewett : l'homme déguisé en clown
- Sanjiv Jhaveri : Imad Khouri
- Raymond McAnally : Dennis Jablonski
- Rich Pecci : Arnold Savatsky
- Peggy J. Scott :  Mrs. Drucker
- Charlie Tahan : Calvin Arliss
- Cheryl Wills : la présentatrice
- James Chen : Adrian Sung
- Nancy Ticotin : Mme Amaro
- Tamara Tunie : Docteur Melinda Warner

### Épisode 6:Fausse note
- États-Unis : 2 novembre 2011 sur NBC
- France : 3 septembre 2012 sur TF1

- États-Unis : 7,10 millions de téléspectateurs[9] (première diffusion)

- Dusty Brown (acteur) : Paul
- Rachel Deacon : Jen Burrows
- Aisha de Haas : Yvette Wedmore
- Carmen Ruby Floyd : l'infirmière
- Kevin Geer : Henry Walsh
- Kendell Hinds : Antawn
- Jermel Howard : Deron
- Tamika Sonja Lawrence : Mignon
- Rebecca Luker : Ann Walsh
- Linus Roache : Michael Cutter
- Etienne Navarre : le greffier
- Deirdre O'Connell (actrice) : juge N. Owens
- Tim Ransom : le barman
- Cedric Sanders : Michael Wedmore
- Howard Sherman : le porte-parole du jury
- Sofia Vassilieva : Sarah Walsh
- Andre Braugher : L'Avocat de la défense Bayard Ellis

### Épisode 7:La Fiancée russe
- États-Unis : 9 novembre 2011 sur NBC
- France : 10 septembre 2012 sur TF1

- États-Unis : 6,70 millions de téléspectateurs[10] (première diffusion)

- Jerome Preston Bates : l'agent du FBI
- Timothy Busfield : Daniel Carter
- Ramon Camín : Luis
- Ananias J. Dixon : Joe
- Barry D. Godin : le barman
- Gary Hope :  Liev Bodrov
- Addison LeMay : la chauffeuse
- Izabella Miko : Lena / Irene
- Griffin Newman : le technicien de QuickSecure
- Anna Orlova : Karina
- Kevin Prowse : Jesus
- Heidi Schreck : la directrice du restaurant
- Ean Sheehy : l'agent de voyage
- Tamara Tunie : Docteur Melinda Warner
- Stephanie March : Substitut Alex Cabot

### Épisode 8:Parole de folle
- États-Unis : 16 novembre 2011 sur NBC
- France : 17 septembre 2012 sur TF1

- États-Unis : 7,33 millions de téléspectateurs[11] (première diffusion)

- J. Smith-Cameron : Diane Eskas
- Alison Campbell : la nounou jamaïcaine
- Kent Cassella : le détective
- Michael Chernus : Jay Delaney
- Bill Cohen : le délégué syndical
- Jon Freda : l'avocat
- David Gelles : Darren Bickford
- Tim Guinee : George Zane
- Joanna Howard : Amber
- Natasha Lyonne : Gina Eskas
- Jennifer McCabe : garde Stevens
- Carrie Preston : Bella Zane
- Kelly Spitko : Darcy
- David Winning : le père en colère
- Brit Whittle : Docteur Lindstrom
- Karen Young : Docteur Meg Whitmere
- Gavin-Keith Umeh : Capitaine Charles Lee
- Gayle Turner : la greffière
- Kristin Rohde : Juge Angela Corcoran
- David Pittu : L'Avocat de la défense Linus Tate

À Central Park, Amanda Rollins et Fin Tutuola interpellent Eric, un jeune homme qui souffre de convulsions, pour exhibitionnisme, car il voit une jeune femme imaginaire et se dénude devant tout le monde. Ce dernier, placé au centre psychiatrique La Guardia, est ensuite témoin d'un viol subi par Gina Eskas, une autre patiente. Pendant son procès, il raconte ce qu'il a vu hier soir, mais bien que les deux inspecteurs doutent de ses dires, la juge Angela Corcoran leur ordonne de mener l'enquête. En interrogeant la victime, Olivia Benson et Rollins semblent avoir des doutes, mais la jeune femme accepte d'être examinée. Cependant, les résultats des tests confirment qu'elle a été sodomisée à plusieurs reprises, et donc victime d'abus sexuels depuis des années. Elle finit par révéler l'identité de son violeur: George Zane, son oncle et le mari de Bella, sa tante. Le suspect est interpellé et lors de son interrogatoire, il reconnait volontiers avoir eu une aventure avec sa propre nièce.

### Épisode 9:Perdu en chemin
- États-Unis : 30 novembre 2011 sur NBC
- France : 24 septembre 2012 sur TF1

- États-Unis : 9,90 millions de téléspectateurs[12] (première diffusion)

- Michael Barra : Marc Rajic
- George Feaster : Alonso Hearne
- Jayson Gladstone : State Trooper Levon Davis
- Donnie Keshawarz : Tomas Grey
- Gavin Lee : Dennis Griscomb
- Gary Lindemann : Chris Lane
- Mark Margolis : Rom-Baro
- Lucas Near-Verbrugghe : Greg Kandel
- Cameron Ocasio : Nico Grey
- Nic Pagano : l'enfant
- Laura Pruden : Sandra Butler
- Lili Reinhart : Courtney Lane
- Quinn Shephard : Emma Butler
- Alexandra Silber : Nadia Grey
- Sammuel Soifer : Ryan
- Tamir : Ana Rajic
- Wai Ching Ho : Gladys Tang
- Ron Rifkin : Marvin Exley
- Gilbert Gottfried : Leo Gerber
- Gavin Lee : Dennis Griscomb
- Scott William Winters : Détective Joe Dumas
- Tamara Tunie : Docteur Melinda Warner

### Épisode 10:Punir ou compatir?
- États-Unis : 7 décembre 2011 sur NBC
- France : 1er octobre 2012 sur TF1

- États-Unis : 7,03 millions de téléspectateurs[13] (première diffusion)

- Beth Chamberlin : Georgia Stanton
- Amy Dickenson : la porte-parole du jury
- Dominic Fumusa : capitaine Jason Harris
- Shannon Garland : officier Denise LeGrange
- Christopher Gates : John #2
- Shane Geraghty (acteur) : Uni #2
- Joseph A. Halsey : Uni #1
- Mary Lane Haskell : Hayley
- Jon Michael Hill : Tre Davis
- Kent Jackman : le clochard
- Niyi Oni : Marcus
- Kay Panabaker : Vicki Harris
- Robin Paul : Linda Harris
- Joan Rosenfels : la juge d'accusation
- Jerry Rice : lui-même
- Warren Sapp : lui-même
- David Skeist : Jay Gans
- Marvina Vinique : Reporter
- Treat Williams : Jake Stanton
- Laura Benanti : Maria Grazie
- Ned Eisenberg : Roger Kressler
- Linda Emond : Docteur Emily Sopher
- Stephanie March : Substitut Alex Cabot
- Andre Braugher : L'Avocat de la défense Bayard Ellis
- Tonye Patano : Juge Maskin

### Épisode 11:Le Cercle de l'enfer
- États-Unis : 11 janvier 2012 sur NBC
- France : 8 octobre 2012 sur TF1

- États-Unis : 8,40 millions de téléspectateurs[14] (première diffusion)

- Coco Nicole Austin : Venus
- Adam Driver : Jason Roberts
- Shane Geraghty (acteur) : le double du juge Crane
- Molly Montgomery : Eve
- Angela Pietropinto : Estelle Roberts
- Kevin Pollak : Juge Gerald Crane
- Gilbert Gottfried : Leo Gerber
- Jenn Proske : Meghan Weller
- Gayle Rankin : Holly Schneider
- Grant Shaud : un critique
- Fisher Stevens : Ted Scott
- Micah Stock : l'acteur au masque de chèvre
- Mark David Watson : Paolo
- Stephanie March : Substitut Alex Cabot
- Gabra Zackman : avocate de la défense Debra Wagner

Meghan Weller, une jeune comédienne prometteuse fraîchement débarquée à New York, s'illustre dans une pièce de théâtre sulfureuse et immersive inspirée de l’enfer de Dante. Mais pendant la première représentation de la pièce, elle est soudainement victime de viol et le public, convaincu qu'il s'agit d'une mise en scène, ne fait rien pour empêcher l'agression. L'unité spéciale mène l'enquête et lorsqu'Olivia Benson interroge la victime, elle lui apprend que l'acteur qui devait jouer Giovanni, le mari trompé, était dans les coulisses pendant le viol. Cependant, elle se souvient que son agresseur portait un masque de 
chèvre et le complice, qui lui tenait les poignets, un masque d'aigle. Nick Amaro et sa coéquipière font ensuite la connaissance d'Holly Schneider, la colocataire de la victime. Fin Tutuola et Amanda Rollins interrogent Estelle Roberts et découvrent dans la chambre de son fils, Jason, des photos de Meghan placardées sur son mur, ainsi que des caméras placées dans l'appartement de la jeune femme. Celui-ci est appréhendé pour surveillance illégale, mais il avoue avoir filmé le viol de celle qu'il aime et culpabilise de n'avoir rien fait. Un des témoins de la scène explique qu'un des agresseurs portait des boutons de 
manchette et un maillet où le mot « Retenu » est gravé dessus. En faisant des recherches, l'équipe pense avoir identifié un suspect: Gerald Crane, qui est juge au barreau de la ville. Olivia et Nick l'interrogent et ce dernier reconnaît sa culpabilité, mais prétend que la victime n'a fait que réaliser un de ses fantasmes.

### Épisode 12:Guerre ouverte
- États-Unis : 18 janvier 2012 sur NBC
- France : 15 octobre 2012 sur TF1

- États-Unis : 6,42 millions de téléspectateurs[15] (première diffusion)

- Billy Brown : Joe Marshall
- John Doman : William Rand
- Lola Glaudini : avocate Virginia Pell
- Megan Ketch : Cori Green
- Lisa Masters : Tina Heller
- Holt McCallany : Donald O'Keefe
- Annie Meisels : Dr. Roush
- Julio C. Pena : le livreur
- Lauren Sharpe : Stacy Gardner
- Dana Vance : Beth Rand
- Caris Vujcec : procureure Bree Price
- Craig Walker : George Coleman
- Jacob Wallach : Kenny Taylor
- Laura Benanti : Maria Grazie
- Harry Connick Jr : Substitut du Procureur David Haden

### Épisode 13:Dans l'ombre du père
- États-Unis : 8 février 2012 sur NBC
- France : 12 novembre 2012 sur TF1

- États-Unis : 6,55 millions de téléspectateurs[16] (première diffusion)

- Nnamudi Amobi : Kwame
- Chris Butler : Sergent Mullen
- Harry Connick, Jr. : premier assistant du procureur David Haden
- Robin de Jesus : Jose Silva
- Katie Flahive : Alicia Sandow
- Charlotte Graham : Mallory Jenner
- Mark Junek : Jeffery Baxter
- Kelly Karbacz : Jess Whitley
- Ilene Kristen : Mrs. Sandow
- Miranda Lambert : Lacey Ford
- Emma Rayne Lyle : Lily Whitley
- Michael McKean : Kurt Sandow
- Cameron Monaghan : Eddie Sandow
- Linus Roache : Michael Cutter
- Robert Klein : Dwight Stannich
- David Warshofsky : Chef Duggan
- Michael Mastro : Juge Serani

### Épisode 14:Le Plan
- États-Unis : 15 février 2012 sur NBC
- France : 19 novembre 2012 sur TF1

- États-Unis : 5,90 millions de téléspectateurs[17] (première diffusion)

- Betsy Aidem : Dr. Sloane
- Jake T. Austin : Rob Fisher
- Danny Mastrogiorgio : Mr. Fisher
- Alan Davidson : McCort
- Dawn Evans : Joan Eckhouse
- Lauren Kelly : Emmy Eckhouse
- Alex Manette : Sidney Eckhouse
- Tommy Flanagan : John Murphy
- Caddy Huffman : Maureen Manning
- Esai Morales : Jimmy Vazquez
- Elizabeth Rodriguez : Carmen Vazquez
- Miriam Morales : Technicienne du CSU
- Eric Kappenberg : Officier Anthony Parker
- Isiah Whitlock Jr. : Capitaine Reese
- Delaney Williams : L'Avocat de la défense John Buchanan

### Épisode 15:Terrain de chasse
- États-Unis : 22 février 2012 sur NBC
- France : 28 janvier 2013 sur TF1

- États-Unis : 5,99 millions de téléspectateurs[18] (première diffusion)

- Fred Arsenault : Graham Winger
- Alison Bartlett : Mrs. Cole
- Walter Belenky : Mr. Dalton
- Harry Connick, Jr. : premier assistant du procureur David Haden
- Reyna de Coursy : Lizzie Zane
- Santo Fazio : Kostas
- Emily Kinney : Haley Cole
- Gregory Lay : Andre
- Shaun Licata : Miranda Dalton
- Josh Mostel : Dylan Pope
- Laura Benanti : Maria Grazie
- Jimmy Palumbo : officier Clark
- Maryann Urbano : Dr. Jurgens

### Épisode 16:Papa, maman
- États-Unis : 29 février 2012 sur NBC
- France : 18 février 2013 sur TF1

- États-Unis : 5,42 millions de téléspectateurs[19] (première diffusion)

- Graham Anderson : John Plasky
- Nicole Beharie : Tracy Harrison
- Sonnie Brown : Helena Rich
- Veanne Cox : l'assistante sociale
- Roy Milton Davis : Charlie
- Colin Douglas : Ty Harrison
- Vincetta Easley : Lucinda
- Halley Wegryn Gross : Laurie
- Emma Holzer : Celia Barber
- Leslie Kalarchian : Melissa Anders
- Glenn Kalison : Will Fleming
- Kevin Kane : officier Greg Wilcox
- Julie Lauren : Jenna Fleming
- Angela Logan : Nancy Roland
- Priscilla Lopez : Juge Shira Suarez
- Ann McDonough : Terri Malone
- Jeremy Rishe : Dr. Shea
- George Sheffey : Leo Barber
- Danielle Skraastad : Magda Plasky
- Peter Van Wagner (simple) : Juge Himes
- Andre Ware : sergent Wodley

### Épisode 17:Aveux forcés
- États-Unis : 11 avril 2012 sur NBC
- France : 4 mars 2013 sur TF1

- États-Unis : 5,57 millions de téléspectateurs[20] (première diffusion)

- Alex Coelho : Marco Evoria
- Mark Consuelos : Mike Martinez
- Daniela Diaz : Sofia Torres
- Guillermo Díaz : Omar Peña
- Ramon Fernandez (acteur) : Javier
- Cynthia LaForte : Gina Logan
- David Harris (acteur) : le gardien de Green Have
- Angela Lin : Courtney Hu
- Samantha Soule : Ariel Baskins
- Stephen W. Tanner : Bailiff
- Harry Connick Jr : Substitut du Procureur David Haden
- Andre Braugher : L'Avocat de la défense Bayard Ellis
- Ami Brabson : Juge Blake

### Épisode 18:Épouse modèle
- États-Unis : 18 avril 2012 sur NBC
- France : 25 février 2013 sur TF1

- États-Unis : 5,95 millions de téléspectateurs[21] (première diffusion)

- Lucy Fava : Madison Hartwell
- Shawn Hatosy : Kevin Fahey
- Laurie Kennedy : Mrs. Hartwell
- Matt Loguercio : le juré numéro 7
- Angel Pai : Lien
- Josh Randall : Justin Geld
- Chloë Sevigny : Christine Hartwell
- John Solo : Brad Hayes
- Rich Sommer : Boyd Hartwell
- Carsey Walker, Jr. : Darel Jefferson
- Ron Rifkin : Marvin Exley
- Gameela Wright : la contremaître du jury
- Diane Neal : Substitut du Procureur Casey Novak
- Jenna Stern : Juge Elana Barth

### Épisode 19:La Ligue des justiciers
- États-Unis : 25 avril 2012 sur NBC
- France : 11 mars 2013 sur TF1

- États-Unis : 6,56 millions de téléspectateurs[22] (première diffusion)

- Veronika Dominczyk : Claire Grant
- Dominic Fumusa : capitaine Jason Harris
- Hani Furstenberg : Leslie Adams
- Cornelius Jones, Jr. : un technicien scientifique
- Gavin Lee : Dennis Griscomb
- Michael James Levy : Andy Chen
- Lacretta Nicole : Ronnie Pettus
- David Pittu : Linus Tate
- Keir O'Donnell : Stuart Andrews
- Michael Rispoli : Henry Brazecki
- Lia Yang : May Chen
- Laura Benanti : Maria Grazie
- Gavin Lee : Dennis Griscomb

### Épisode 20:Le Donneur 141
- États-Unis : 2 mai 2012 sur NBC
- France : 22 octobre 2012 sur TF1

- États-Unis : 6,62 millions de téléspectateurs[23] (première diffusion)

- Tina Benko : Grace Avery
- Mark Boyett : Philip Kelly
- Eric Close : Colin Barnes
- Samantha Cordero : Angela Riva
- Lissette Espaillat : Sofia Riva
- Sarah Hogrefe : Taylor Barnes
- Nikki M. James : l'opératrice du 911
- Jake Katzman : Sam Avery
- Linda Marie Larson : Emily Potsdam
- Maria-Christina Oliveras : Nancy Dale
- Nestor Rodriguez : Ian Vaughan
- Kathryn Rossetter : Mrs. Riggs
- Ryann Shane : Ashley Riggs
- Clarke Thorell : Geoff Avery
- Shannon Maree Walsh : Cate Avery
- James Van Der Beek : Sean Albert
- Sonya Walger : Anne Barnes
- Heather Marie Wolf : Melissa Stack

### Épisode 21:À mauvaise école
- États-Unis : 9 mai 2012 sur NBC
- France : 18 mars 2013 sur TF1

- États-Unis : 5,90 millions de téléspectateurs[24] (première diffusion)

- Jane Adams : Joanne Parsons
- Eddie Bernard : Ricardo
- Paula Jon DeRose : Cherry Gabardelli
- Betty Gilpin :  Natalie Relais
- Tony Hale : Rick Simms
- Warren Kelly : George Overby
- Justin Gregory Lopez :  Cesar
- Dylan Minnette : Luca Gabardelli
- Abby Royle : Carole Simms
- Martha Stewart : Eleanor Hastings
- Lenny Venito : Ray Gabardelli

### Épisode 22:Beautés extraordinaires
- États-Unis : 16 mai 2012 sur NBC
- France : 25 mars 2013 sur TF1

- États-Unis : 5,56 millions de téléspectateurs[25] (première diffusion)

- Bridget Barkan : Lisa Everly
- Ross Brodar : le videur
- David Eigenberg : Dr. Hal Brightman
- Yanelba Ferreira : Tiffany
- Patrick Fischler : Dr. Gene Brightman
- Alex Hernandez : Pablo Desparso
- Ilana Levine : Shelly Raedo
- Britt Lower : Jess Hardwicke
- Ralph Lucarelli : Nikos Atteliades
- Morgan Lynch : Nina Raedo
- Nick MacCarone : Kenji Yashimi
- Constantine Maroulis : Seth Moritz
- Jennifer Onvie : Robin
- Barrington Walters, Jr. : Joaquin
- Myk Watford : capitaine Sam Reynolds
- Paul Whitty : J.C. Cassidy
- Tamara Tunie : Docteur Melinda Warner

### Épisode 23:V.I.P
- États-Unis : 23 mai 2012 sur NBC
- France : 1er avril 2013 sur TF1

- États-Unis : 5,56 millions de téléspectateurs[26] (première diffusion)

- Pippa Black : Carissa Gibson
- Matt Burns : Will Brady
- Amy Hargreaves : Iris Peterson
- Peter Jacobson : Bart Ganzel
- Eric Laden : Clayton Hannigan
- Meg McCrossen : Maggie Murphy
- Brooke Smith : Delia Wilson
- Dean Winters : Détective Brian Cassidy